# Ljiljana Lašić
Ljiljana Lašić (Kragujevac, 17. decembar 1946) srpska je pozorišna, televizijska i filmska glumica.

## Biografija
Ljiljana Lašić prvakinja Beogradskog dramskog pozorišta, diplomirala je na Akademiji za pozorište, film, radio i televiziju u Beogradu 1970. godine u klasi prof. Minje Dedića i prof. Milenka Maričića 1969. godine postaje članica Savremenog /kasnije Beogradskog dramskog pozorišta/ na čijoj sceni  je tokom više od 40 godina ostvarila preko 50 glavnih i naslovnih uloga u nizu predstava koje su obeležile pojedine periode ovog Pozorišta: "Đido", "Beograd nekad i sad", "Zona Zanfirova", "Večiti mladoženja", "Rodoljupci", "Izbiračica", "Ivanov", "Bele ruže za Dubljansku", "Largo Desolato", "Večeras improvizujemo", "Pismo glava", "Rekviziter", "Kuća sa prozorom".
U navedenim predstavama Ljiljana Lašić je, zahvaljujući domišljenim kreacijama, sceničnošću izražajnih sredstava koje je plasirala iz uloge u ulogu i sarađujući sa rediteljima: Minja Dedić, Nebojša Komadina, Vida Ognjenović, Paolo Mađeli; Zoran Ratković, Milenko Maričić, Miloš Lazin, Petar Zec, Dejan Mijač, Vlada Lazić... izrasla u zrelu umetnicu koja je inspirisala reditelje i kreatore repertoara da pred Ljiljanu postavljaju nove glumačke izazove.
Cvoje ogromno scensko iskustvo Ljiljana Lašić je prenela i potvrdila kao dramski pisac tekstova, koji su veoma visoko vrednovani od strane publike i kritike.
Fina, spretna mešavina tužnog i smešnog, urbanog i univerzalnog, osnovne su karakteristike za predstave: "Kuća sa prozorom", "Slobodne žene balkanske", "Kafana kod zajedno", "Jasmin na stranputici", "Elvis je živ" i "Istočni anđeo" sa velikim uspehom izvedenih na scenama Srbije, Republike Srpske, Milana, Lugana, Ciriha, Ženevi, Moskvi, Londonu, Melburnu, Kanadi....
Ljiljana Lašić je autor knjige zbirke pesama „Razgovor sa knezom”.
Karijeru je započela 1968. godine filmom "U RASKORAKU" u režiji Milenka Štrpca. Značajan opus ostvarila je u mediju televizije, tumačeći zapažene uloge u televizijskim dramama i serijama: "Diplomci", "Samci", "Čardak ni na nebu ni na zemlji", "Bolji život". Ostaće upamćena njena uloga TINE u veoma popularnoj seriji "Pozorište u kući".
Ljiljana Lašić je za ulogu Malčike u Trifunovićevoj "Izbiračici" nagrađena na Danima komedije u Jagodini 1976. godine.
1980. i 1988. godine je, za izuzetne uloge: LUSI u predstavi "Largo desolato" V. Havela u režiji Dejana Mijača, i ZLATE u predstavi "Pismo glava" S.Selenića u režiji Vladimira Lazića, dobila Godišnje nagrade Beogradskog dramskog pozorišta.
Komadi Ljiljane Lašić izvode se na mnogim smotrama i festivalima:
Kijev-Ukrajina 2004. godine.
Balkan bez granica - Skoplje 2005. godine.
Susret podunavskih zemalja - Bukurešt 2007. godine.
Male scene - Sank-Peterburg 2008. godine.
Na 5. Danima komedije 1976. godine osvaja Nagradu za najbolju glumicu.
Na 32. Danima komedije 2003. godine osvaja Nagradu za najbolji dramski tekst.
U braku je sa scenografom Vladislavom Lašićem, ima sina arh. Đorđa Lašića.
Za scenario predstave „Jasmin na stranputici“, osvojila je nagradu „Zlatni ćuran“ na Danima komedije u Jagodini.
2005. izdanje knjige zbirke pesama "Razgovor sa knezom".

## Stvaralaštvo
Uloge u premijernim podelama. Podaci "Beogradska scena" Petra Volka i Muzeja pozorišne umetnosti Srbije.
| Pozorišna dela | Pozorišna dela                                      | Pozorišna dela                 | Pozorišna dela         | Pozorišna dela                                                                                      |
| -------------- | --------------------------------------------------- | ------------------------------ | ---------------------- | --------------------------------------------------------------------------------------------------- |
| Godina         | Autor                                               | Predstava                      | Režija                 | Prvo izvođenje                                                                                      |
| 1967.          | Janko Veselinović                                   | Đido                           | Minja Dedić            | Savremeno pozorište, scena na Crvenom krstu 24.02.1968.                                             |
| 1968.          | Žika Živulović - Serafim                            | RUŽIČASTI PEDIGRE              | Radoslav Lazić         | Savremeno pozorište, scena na Terazijama 08.11.1968.                                                |
| 1968.          | Viljem Šekspir                                      | DVA VITEZA IZ VERONE           | Minja Dedić            | Savremeno pozorište, scena na Crvenom krstu. 02.04.1969.                                            |
| 1969.          | Piter Šefer                                         | MRAČNA KOMEDIJA                | Minja Dedić            | Savremeno pozoriste, scena na Crvenom krstu 05.02.1970.                                             |
| 1970.          | Jovan St. Popović /Branislav Nušić/ Matija Bećković | BEOGRAD NEKAD I SAD            | Nebojša Komadina       | Savremeno pozorište, scena na Terazijama 24.10.1970.                                                |
| 1970.          | Stevan Sremac                                       | ZONA ZAMFIROVA                 | Žika Milenković        | Savremeno pozorište, scena na Crvenom krstu 04.12.1970.                                             |
| 1970.          | Robert Anderson                                     | GOLICAVE PRIČE                 | Nebojša Komadina       | Savremeno pozorište, scena na Crvenom krstu. 11.03.1971.                                            |
| 1971.          | Jakov Ignjatović/Petar S. Petrović                  | VEČITI MLADOŽENjA              | Aleksandar Obradović   | Savremeno pozorište, scena na Crvenom krstu 04.10.1971.                                             |
| 1971.          | Džo Orton                                           | ŠTA JE SOBAR VIDEO             | Nebojša Komadina       | Savremeno pozorište na Crvenom krstu                                                                |
| 1972.          | Jovan St. Popović                                   | RODOLjUPCI                     | Minja Dedić            | Savremeno pozorište, scena na Crvenom krstu 15.11.1972.                                             |
| 1973.          | Molijer                                             | MIZANTROP                      | Dejan Penčić Poljanski | Savremeno pozorište, scena na Crvenom krstu 24.03.1973.                                             |
| 1973.          | Fridrih Šiler                                       | RAZBOJNICI                     | Bratislav Petković     | Savremeno pozorište, scena na Crvenom krstu 04.10.1973.                                             |
| 1974.          | A.P.Čehov                                           | VIŠNjEV SAD                    | Nebojša Komadina       | Savremeno pozorište, scena na Crvenom Krstu 17.02.1974.                                             |
| 1974.          | Branislav Nušić                                     | POKOJNIK                       | Aleksandar Obradović   | Beogradsko dramsko pozorište 08.04.1974.                                                            |
| 1975.          | Kosta Trifković                                     | IZBIRAČICA                     | Vida Ognjenović        | Beogradsko dramsko pozorište 14.04.1974. Nagrada za ulogu Malčike - 5. Dani komedije Jagodina 1976. |
| 1976.          | Džon Makgard                                        | RIBE U MORU                    | Vida Ognjenović        | Beogradsko dramsko pozorište 26.12.1976.                                                            |
| 1977.          | Džon Arden                                          | ŽIVE KAO SVINjE                | Oliver Viktorović      | Beogradsko dramsko pozorište 13.04.1977.                                                            |
| 1977.          | Svetozar Vlajković                                  | RASTANAK                       | Zoran Ratković         | Beogradsko dramsko pozorište 02.10.1977.                                                            |
| 1978.          | Ivan Ivanji                                         | LASAL ILI NEPOUZDANI PRIJATELj | Bogdan Ruškuc          | Beogadskao dramsko 20.01.1978.                                                                      |
| 1978.          | Branislav Nušić                                     | GOSPOĐA MINISTARKA             | Aleksandar Obradović   | Beogradskao dramsko pozorište 21.10.1978.                                                           |
| 1979.          | M. Zupanc                                           | BELE RUŽE ZA DUBLjANSKU        | Zoran Ratković         | Beogradsko dramsko pozorište 25.02.1979.                                                            |
| 1979.          | Aleksandar Vampilov                                 | PROŠLOG LETA U ČULIKSKU        | S.Saletović            | Beogradsko dramsko pozorište 28.12.1979.                                                            |
| 1980.          | Slobodan Stojanović                                 | PRENOĆIŠTE                     | Milenko Maričić        | Beogradsko dramsko pozorište 21.10.1980.                                                            |
| 1981.          | Žan Klod Grimber                                    | KROJAČKA RADIONICA             | Zoran Tasić            | Beogradsko dramsko pozorište 16.05.1981.                                                            |
| 1982.          | Todor Manojlović                                    | CENTRIFUGALNI IGRAČ            | Paolo Mađeli           | Beogradsko dramsko pozorište 16.05.1982.                                                            |
| 1983.          | Đorđe Lebović                                       | SENTANDREJSKA RAPSODIJA        | Miloš Lazin            | Beogradsko dramsko pozorište 16.02.1983.                                                            |
| 1983.          | Luiđi Pirandelo                                     | VEČERAS IMPROVIZUJEMO          | Paolo Mađeli           | Beogradsko dramsko pozorište 13.05.1983.                                                            |
| 1984.          | Nikolaj Erdman                                      | SAMOUBICA                      | Dejan Mijač            | Beogradsko dramsko potorište 10.03.1984.                                                            |
| 1984.          | Keril Čeril                                         | TOP GIRLS                      | Zoran Tasić            | Beogradsko dramsko pozorište 10.11.1984.                                                            |
| 1985.          | Nikolaj Gogolj                                      | ŽENIDBA                        | Dejan Mijač            | Beogradsko dramsko pozorište r. 27.03.1985.                                                         |
| 1985.          | Vaclav Havel                                        | Largo Desolato                 | Dejan Mijač            | Beogradsko dramsko pozorište                                                                        |
| 1986.          | Siniša Pavić                                        | POLTRON                        | Aleksandar Đorđević    | Beogradsko dramsko pozorošte 23.05.1986.                                                            |
| 1987.          | Slobodan Selenić                                    | PISMO GLAVA                    | Vladimir Lazić         | Beogradsko dramsko pozorište 18.01.1987.                                                            |
| 1988.          | Peter Brans                                         | KARLOS I OMAĐIJANI             | Petar Zec              | Beogradsko dramsko pozorište 21.10.1988.                                                            |
| 1989.          | Jelica Zupanc                                       | SRBIJOM UZVODNO                | Miloš Lazin            | Beogradsko dramsko pozorište 26.03.1989.                                                            |
| 1990.          | Anton Čehov                                         | IVANOV                         | Vladimir Lazić         | Beogradsko dramsko pozorište 16.11.1991.                                                            |
| 1994.          | Zoran Rankić                                        | KALEMEGDANCI                   | Zoran Rankić           | Beogradsko dramsko pozorište 06.03.1994.                                                            |
| 1999.          | Uglješa Šajtinac                                    | REKVIZITER                     | Đorđe Marjanović       | Beogradsko dramsko pozorište 21.01. 1999.                                                           |
| 1999.          | Katarina Milutinović                                | CIPELE OD KENGUROVE KOŽE       | Irena Ristić           | Beogradsko dramsko pozorište 29.09.1999.                                                            |
| 2000.          | Ljiljana Lašić                                      | KUĆA SA PROZOROM               | Vladimir Lazić         | Beogradsko dramsko pozorište 22.05.2000.                                                            |
| 2001.          |                                                     | DAN "Dž"                       | Milan Karadžić         | Beogradsko dramsko 03.07.01                                                                         |
| 2001.          | Ljiljana Lašić                                      | SLOBODNE ŽENE BALKANSKE        | Nađa Janjetović        | Pozorište Slavija 16.06.2001.                                                                       |
| 2002.          | Ljiljana Lašić                                      | JASMIN NA STRANPUTICI          | Vladimir Lazić         | Pozorište Slavija 09.11.2002. Nagrada za najbolji tekst na srpskom - DANI KOMEDIJE - Jagodina       |
| 2004.          | Ljiljana Lašić                                      | KAFANA KOD ZAJEDNO             | Jovica Pavić           | Pozorište Slavija 11.02.2004.                                                                       |
| 2006.          | Ljiljana Lašić                                      | KUĆA BEZ PROZORA               | Vladimir Lazić         | Pozorište Slavija 05.04.2006.                                                                       |
| 2015.          | Ljiljana Lašić                                      | ISTOČNI ANĐEO                  | Dragoslav Ilić         | Teatar Kart Blanš 12.10.2015.                                                                       |

## Filmografija
| God.       | Naziv                                      | Uloga                             |
| ---------- | ------------------------------------------ | --------------------------------- |
| 1968.      | Ima ljubavi, nema ljubavi                  |                                   |
| 1968.      | Samci (TV serija)                          |                                   |
| 1968.      | Raspust                                    |                                   |
| 1968.      | U raskoraku                                |                                   |
| 1969.      | Sufle                                      |                                   |
| 1969.      | Pokojnik (TV film)                         | Vukica - Spasojeva ćerka          |
| 1970.      | Naši maniri                                |                                   |
| 1970.      | Đido (TV film)                             | Petra                             |
| 1970.      | Prva ljubav                                |                                   |
| 1971.      | Diplomci (TV serija)                       | Lizica                            |
| 1971.      | Čedomir Ilić (TV serija)                   | Gospođica Ilić, sestra Čedomirova |
| 1972-1973. | Pozorište u kući (TV serija)               | Kristina 'Tina'                   |
| 1973.      | Obraz uz obraz (TV serija)                 | Ljilja                            |
| 1973-1974. | Pozorište u kući 2 (TV serija)             | Kristina 'Tina'                   |
| 1975.      | Pozorište u kući 3 (TV serija)             | Kristina 'Tina' / ...             |
| 1978.      | Slučajni krajputaši (TV film)              |                                   |
| 1978.      | Čardak ni na nebu ni na zemlji (TV serija) | Georgina                          |
| 1980-1981. | Pozorište u kući 4 (TV serija)             | Kristina 'Tina'                   |
| 1984.      | Pozorište u kući 5 (TV serija)             | Kristina Tina Blagojević          |
| 1987.      | Na putu za Katangu                         | Marija                            |
| 1987-1988. | Bolji život (TV serija)                    | Lela Marković                     |
| 1989.      | Bolji život                                | Lela Marković                     |
| 1990-1991. | Bolji život 2 (TV serija)                  | Lela Marković                     |
| 2017.      | Kozje uši                                  | putnica u autobusu                |

## Spoljašnje veze
- Ljiljana Lašić na sajtu  (jezik: engleski)
- Duško Kovačević mi je poseban uzor („Politika”, 26. februar 2017)